# Лиманец
Лиманец — река в России, протекает по Ростовской области. Устье реки находится в 66 км по левому берегу реки Калитвенец. Длина реки составляет 20 км. Площадь водосборного бассейна — 103 км².

## Данные водного реестра
По данным государственного водного реестра России относится к Донскому бассейновому округу, водохозяйственный участок реки — Северский Донец от границы РФ с Украиной до впадения реки Калитва, речной подбассейн реки — Северский Донец (российская часть бассейна). Речной бассейн реки — Дон (российская часть бассейна).
Код объекта в государственном водном реестре — 05010400512107000014003.